# 永山武敏

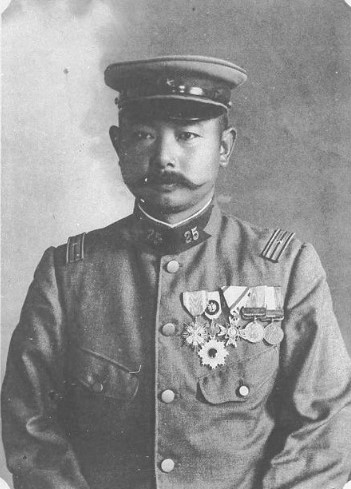
永山武敏

永山 武敏（ながやま たけとし、1871年11月4日〈明治4年9月22日〉 - 1938年〈昭和13年〉1月12日）は、明治から大正期の陸軍軍人、政治家、華族。最終階級は陸軍歩兵大佐。貴族院男爵議員。霊友会初代会長。

## 経歴
陸軍士官・永山武四郎の長男として生まれる。父の死去に伴い、1904年（明治37年）6月21日、男爵を襲爵した。 
陸軍士官学校（6期）に入り、1895年（明治28年）1月1日に卒業し、同年5月22日、歩兵少尉に任官。以後、歩兵第25連隊中隊長、同連隊補充大隊中隊長、歩兵第25連隊大隊長、歩兵第26連隊大隊長、独立守備第6大隊大隊長などを歴任。1917年（大正6年）8月6日、歩兵大佐に昇進し、同年12月1日、予備役に編入され、1931年（昭和6年）に退役した。
1919年（大正8年）5月10日、貴族院男爵議員補欠選挙で当選し、公正会に所属して活動し1925年（大正14年）7月9日まで1期在任した。
1930年、小谷安吉・小谷喜美・久保角太郎に乞われて霊友会会長となる。墓所は多磨霊園 (3-1-14-35)。

## 栄典
- 1917年（大正6年）12月28日 - 正四位[14]

## 親族
- 母 永山トメ（伊集院源之丞の二女）[1]
- 妻 永山コト（西田守信[注 1]の長女）[1]
- 長男 永山敏行（男爵） 1945年に死去し、永山家は襲爵手続きを行わず1946年5月に栄典喪失[1]。
- 四男 永山武臣（松竹会長）[1]